# Isméria
Isméria (ou Esméria), segundo a tradição católica medieval, é uma das filhas de Emerência e Estolano. Ela é a esposa de Onias, o Justo, a mãe de Santa Isabel (esposa de São Zacarias) e avó de São João Batista.
Ela é irmã de Santa Ana, e portanto tia de Maria (filha de Joaquim, mãe de Jesus e esposa de José), Maria de Cléofas (filha de Cléofas, mãe de Tiago Menor, Judas Tadeu, Simão e José, e esposa de Alfeu), Maria Salomé (filha de Salomas, mãe de Tiago Maior e João, e esposa de Zebedeu).

## Lugar na genealogia de Jesus
Eis a árvore genealógica materna de Cristo segundo as tradições recolhidas por Tiago de Voragine.
- Emerência[3][4] x Estolano[5]
  - Isméria x Onias
    - Eliud
      - Émineu
        - Servácio

    - Isabel x Zacarias
      - João Batista

  - Ana
    - Virgem Maria (pai Joaquim) x José
      - Jesus

    - Maria Jacobé (pai Cléofas) x Alfeu
      - Tiago Menor
      - José Barsabás
      - Simão, o Zelote
      - Judas Tadeu

    - Maria Salomé (pai Salomas) x Zebedeu
      - Tiago Maior
      - João, o Apóstolo

No entanto, a beata Anna Catarina Emmerich, baseada em suas visões místicas, afirma que Isméria era a mãe de Santa Ana e avó de Maria, e portanto a bisavó de Jesus. Emerência seria sua irmã, a mãe de Isabel e avó de João Batista. Eliud também é visto pela beata, mas como seu marido.

## Representações artísticas

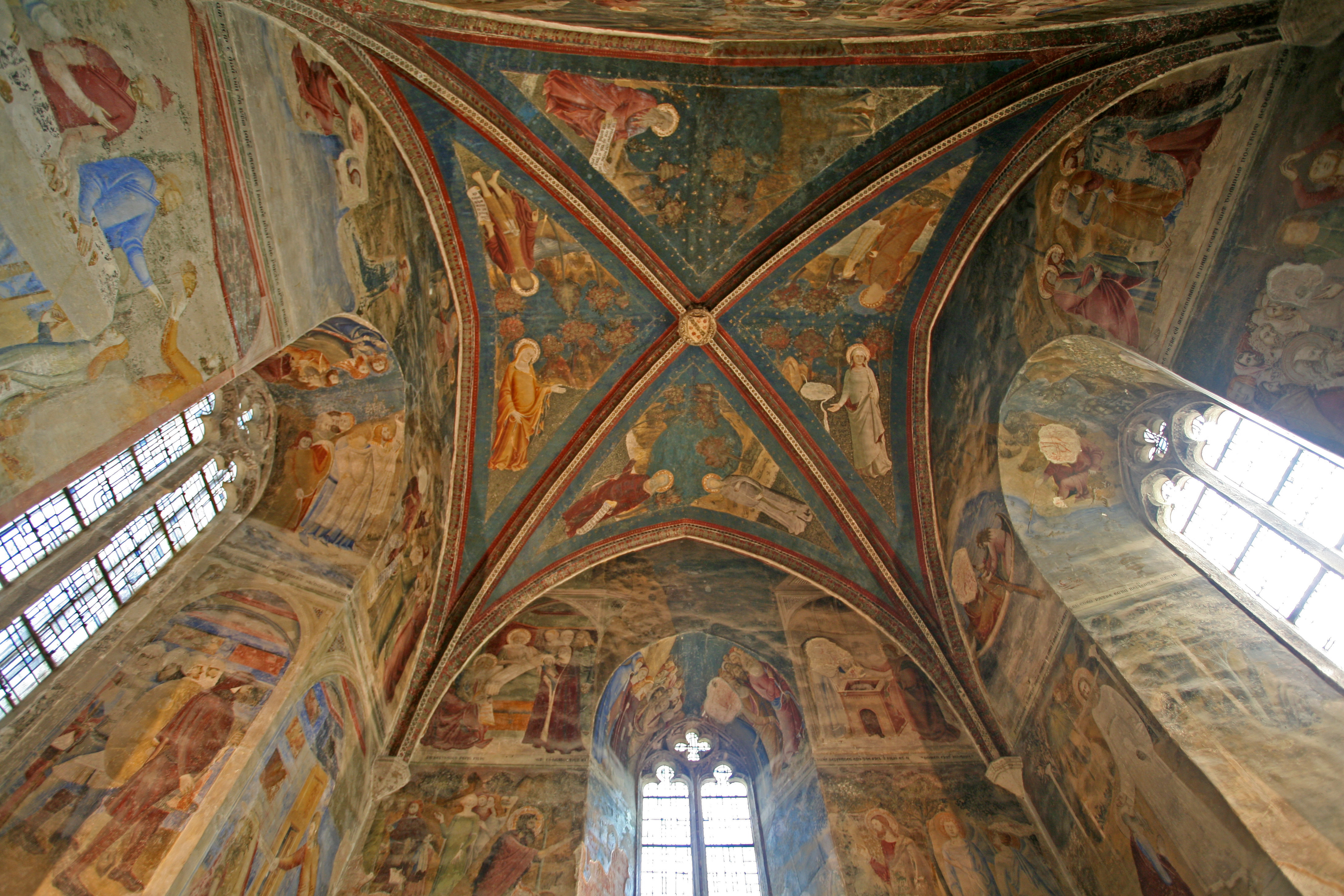
Teto da capela de Saint-Jean. Isméria está representada na parte superior da abóbada direita.

Uma representação iconográfica é aquela que deve ao pintor Matteo Giovannetti. Chamado pelo Papa Clemente VI para decorar o Palácio dos Papas de Avinhão, ele representa Isméria nas abóbadas da capela de Saint-Jean. Isméria também aparece em pinturas que representam o Santo Parentesco, ou seja, todos os 17 membros da família de Santa Ana.